# 부여 무량사 당간지주
부여 무량사 당간지주(扶餘 無量寺 幢竿支柱)는 충청남도 부여군 무량사에 있는 당간지주이다. 1976년 1월 8일 충청남도의 유형문화재 제57호로 지정되었다.

## 개요
당간지주는 사찰 입구에 설치하는 것으로, 절에 행사나 의식이 있을 때는 이곳에 당이라는 깃발을 달아두는데, 이 깃발을 걸어두는 길쭉한 장대를 당간이라 하며, 당간의 양쪽에 서서 이를 지탱해주는 두 돌기둥을 당간지주라 한다. 드물게 당간이 있으나 대부분 두 기둥만 남아 있다.
이 당간지주는 무량사 천왕문 동쪽에 남아 있는 것으로, 두 개의 길다란 돌기둥이 서로 마주보고 있다. 기둥 끝은 안쪽면에서 바깥쪽으로 둥글게 다듬었고, 앞뒷면의 가장자리에는 테두리 선을 돌렸으며, 양 옆면 가운데에는 세로로 돌출된 띠를 새겼다. 마주보는 기둥의 안쪽면에는 당간을 고정시키기 위한 2개의 구멍을 각각 뚫어 놓았다. 돌기둥 사이에는 당간 받침돌이 끼워져 있는데, 그 중앙에 당간을 받는 기둥자리를 파고 그 주위를 둥글고 도드라지게 만들었다. 
전체적으로 아무런 장식이 없는 소박하고 단아한 모습으로, 통일신라시대에서 굳어진 제작방식을 따라 고려 전기에 만든 것으로 짐작된다.

## 현지 안내문
당간지주는 사찰 입구에 설치하는 것으로, 절에 행사나 의식이 있을 때는 이곳에 당이라는 깃발을 달아두는데, 이 깃발을 걸어두는 길쭉한 장대를 당간이라 하며, 당간의 양쪽에 서서 이를 지탱해주는 두 돌기둥을 당간지주라 한다. 무량사당간지주는 천왕문 동쪽에 남아 있다. 마주보는 기둥의 안쪽면에는 당간을 고정시키기 위해 2개의 구멍을 각각 뚫어 놓았다. 기둥을 받치는 바닥에 원형의 초석을 마련하였고, 돌기둥의 바깥면을 둥글고 도드라지게 만들었다. 전체적으로 아무런 장식이 없는 소박하고 단아한 모습으로, 통일신라시대에 굳어진 제작방식을 따라 고려 전기에 만들어진 작품이다.

## 참고 자료
- 부여 무량사 당간지주 - 국가유산청 국가유산포털